# Pizza marinara

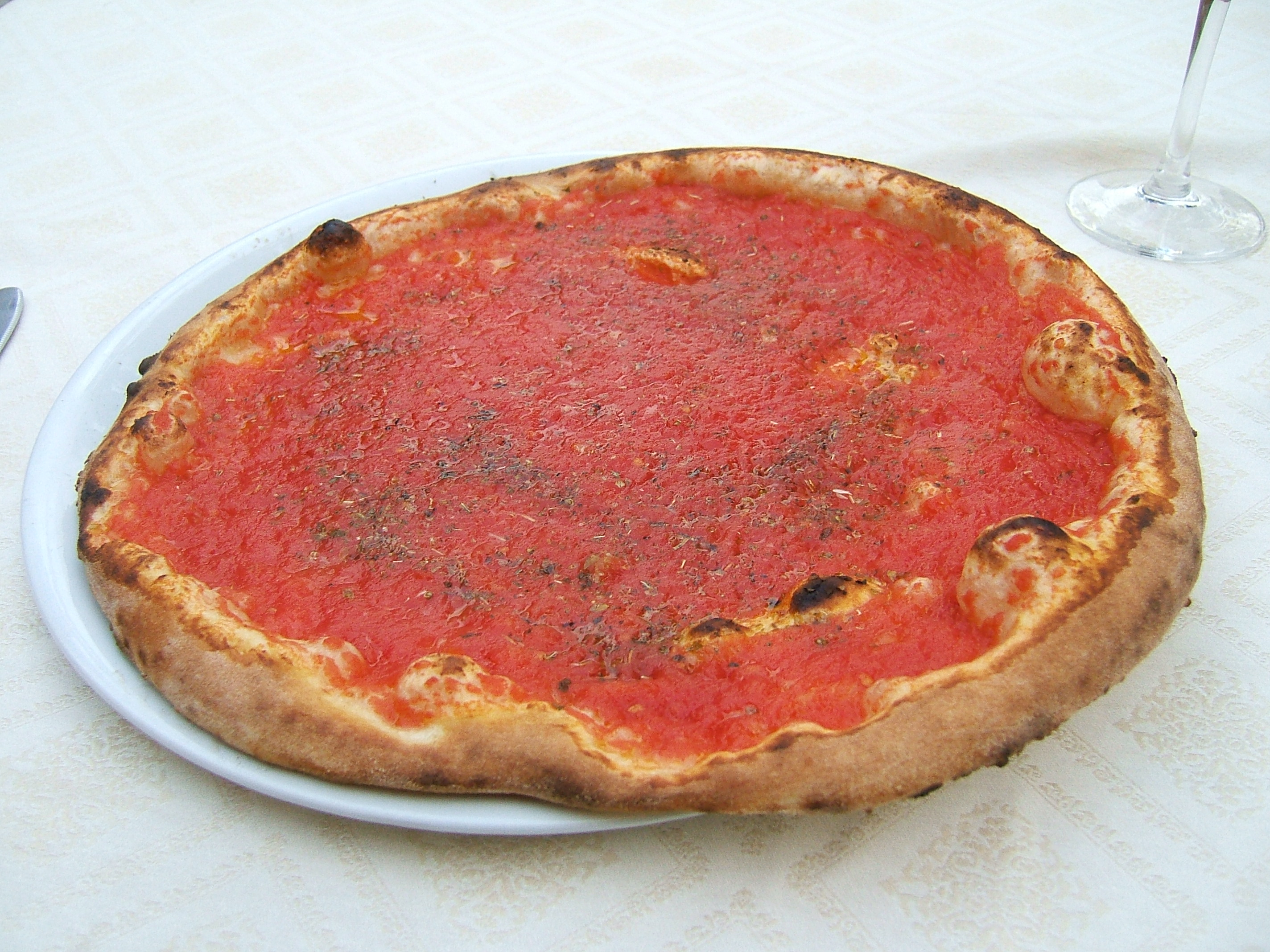
Pizza marinara

Pizza marinara – rodzaj pizzy w kuchni włoskiej, ze składnikami: pomidory, świeży czosnek i suszone oregano. Etymologia nazwy wiąże się z jej prostymi składnikami, które łatwo można przechowywać, przez co pizza była ulubioną potrawą dla marynarzy podczas długich rejsów.